# Brachycorynella lonicerina
Brachycorynella lonicerina är en insektsart. Brachycorynella lonicerina ingår i släktet Brachycorynella och familjen långrörsbladlöss. Inga underarter finns listade i Catalogue of Life.